# Jon Tickle
Jon Tickle (Norwich, 8 maggio 1974) è un conduttore televisivo britannico, presentatore della serie televisiva Brainiac: Science Abuse in onda su Discovery Channel in cui, insieme con Richard Hammond, conduce esperimenti scientifici particolarmente insoliti.

## Biografia
Si laurea all'università di Leicester in fisica.
Fa la sua prima apparizione televisiva come concorrente al game show britannico Blockbuster, nel 1991.
Deve tuttavia la notorietà grazie alla sua partecipazione alla quarta edizione britannica del reality show Grande Fratello ed è stato successivamente concorrente dell'edizione celebrity di Distraction UK, vincendo circa 6000£ donati alla ricerca sul cancro.
Dal 2003 al 2008 viene scelto per presentare la trasmissione Brainiac: Science Abuse con Richard Hammond.